# آنتونی لو گال
آنتونی لو گال (انگلیسی: Anthony Le Gall؛ زادهٔ ۷ مارس ۱۹۸۵) بازیکن فوتبال اهل فرانسه است.
از باشگاه‌هایی که در آن بازی کرده‌است می‌توان به باشگاه فوتبال استاد برستوا ۲۹ و باشگاه فوتبال مونترال اشاره کرد.
وی همچنین در تیم ملی فوتبال Brittany بازی کرده‌است.